# Elenco
Elenco  — бразильська компанія звукозапису створена 1963 року Алоїзіу ді Олівейра. Вона стала одним з основних факторів у розвитку стилю босанова, а також випускала записи самби, джазу та усної творчості. Elenco часто розглядається як один з найвпливовіших лейблів у жанрах босанова та MPB.

## Огляд
Хоча Elenco відома своїми записами босанови, лейбл був заснований продюсером Алоїзіу ді Олівейра, визначною фігурою в інтернаціоналізації бразильської популярної музики, лише 1963 року. Лейбл представляв не тільки записи босанови, перші випуски Elenco були ранніми MPB та латинським джазом, згідно уподобань Олівейри, який сам був музикантом і композитором. 
Такі музиканти як Баден Пауелл, Аструд Жілберту, Том Жобім, Майса, Лусіо Алвес, Сільвія Теллес записували свої зіркові альбоми, що вважаються сьогодні шедеврами жанру, на студії Elenco. 
Найбільш значні альбоми були видані в період з 1963 по 1968 роки і миттєво впізнаються, завдяки  мінімалістичному оформленню, розробленому бразильським фотографом Чіко Вілейя, яке часто складається з кольорової фотографії або картини з розкиданими червоними крапками. Згідно критиків, як Зуза Омем ді Меллу та Руй Кастро, дизайн Elenco мав сильний вплив джазових лейблів, наприклад, таких, як Blue Note.
Слід також відзначити високу якість запису, що здіснювалася в студії RioSom, Ріо-де-Жанейро, інженером Норманом Штернбергом. Elenco, започаткований, як невеликий  лейбл, що базувався в Ріо-де-Жанейро, дійшов до банкрутства у середині 1960-х років, через низку обставин, у тому числі проблем з дистриб'юцією, і був придбаний Companhia Brasileira de Discos 1968 року.
Багато записів Elenco були перевидані на CD, особливо в Японії. Вінілові платівки студії сьогодні розглядаються як предмет колекціонування.

## Музиканти та співаки, записані  Elenco
Сільвія Теллес, Еду Лобу, Нара Леан, Антоніу Карлус Жобін, Вінісіус ді Морайс, Баден Пауелл, Марія Бетанія, Дорівал Кайммі, Сержіу Мендес, Майса, Роберту Менескаль, Tamba Trio, Лусіу Алвес, Одетт Лара, Сержіу Рікарду, Арасі ді Алмейда, Сідні Міллер, Чіру Монтейру, Quarteto Em Cy, Розінья ді Валенка та Ленні Дейл. 